# Lithophane vertina
Lithophane vertina är en fjärilsart som beskrevs av Smith 1904. Lithophane vertina ingår i släktet Lithophane och familjen nattflyn. Inga underarter finns listade i Catalogue of Life.